# Koreagran

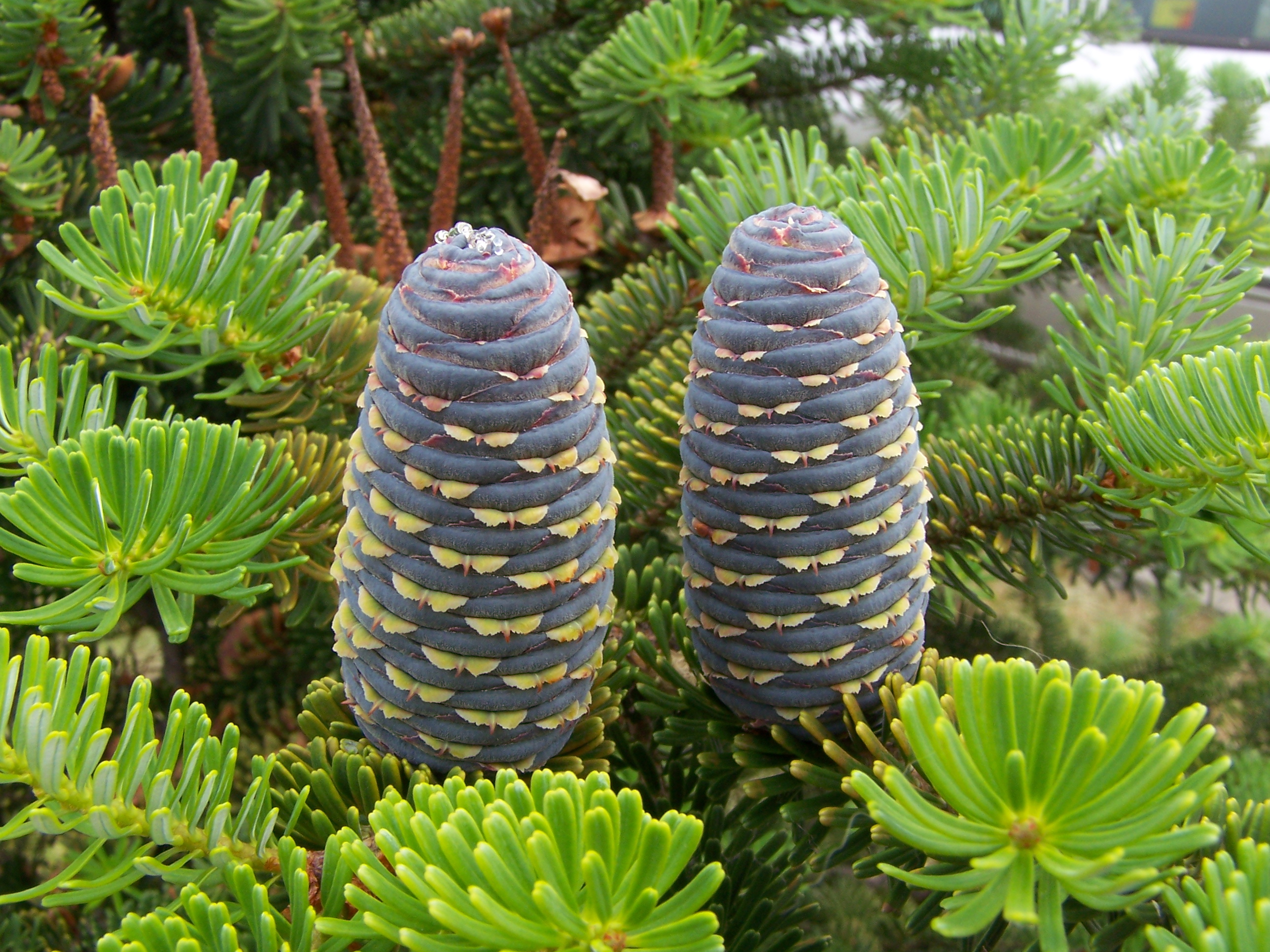
Kvistar och två kottar.

Koreagran (Abies koreana) är ett odlingsvärt kompakt och koniskt städsegrönt barrträd i familjen Pinaceae, tallväxter. med mörkgröna barr och vackra blå-lila kottar. Ett särskiljande kännetecken är att kottarna finns även på unga plantor. Trädet växer långsamt och blir 5-8 meter högt i Sverige och 9-18 m globalt.

## Beskrivning
Trädet är långsamväxande, städsegrönt och har en kägelformig krona med horisontella grenar. Globalt sett blir växten ofta över 10 meter hög, som högst 18 meter, och kan nå en omkrets på 1-2 meter i brösthöjd. Skotten växer långsamt med 10-15 cm per år. Stammens bark är mörkt olivfärgad till svart.
Ernest Henry Wilson (1876–1930) beskrev A. koreana för första gången 1920 i 'Journal of the Arnold Arboretum'. Wilson samlade in typexemplaret 1917 i Hallasans nationalpark på ön Jeju i Sydkorea.

## Förekomst
Koreagran förekommer på Koreanska halvön samt på närliggande öar. Arten hittas främst i bergsregioner mellan 1 000 och 1 900 meter över havet.
I trädets ursprungliga utbredningsområde är vädret kyligt med starkt regnfall under sommaren. Koreagran kan bilda skogar där inga andra trädarter förekommer samt skogar med andra barrträd eller blandskogar med kamtjatkabjörk, Prunus maximowiczii och Cornus kousa.

## Odling
Odlas i sol-halvskugga i rik, något sur, fuktig men väldränerad jord. I Europa och Nordamerika odlas den som prydnadsväxt i trädgårdar.

## Användning
Används ofta på grund av sin kompakta långsamväxande form i den mindre skalan, till exempel privata trädgårdar. De uppseendeväckande kottarna är dekorativa och syns särskilt bra under vinterhalvåret och är närvarande även på yngre plantor. Det finns en bra bit över 50 sorter av Koreagran i odling.